# Villa Letizia (Livorno)
Villa Letizia, o Villa Poniatowski, è una storica dimora di Livorno, sita ai margini del quartiere di Ardenza, nei pressi dell'Ippodromo "Federico Caprilli".

## Storia
Nella prima metà dell'Ottocento, il principe Stanislao Poniatowski fece costruire una dimora per i suoi figli, Carlo e Giuseppe.
La sontuosa dimora passò quindi ai Vitelleschi e poi a David Bondi, che restaurò dopo il 1873 l'intero complesso, aggiungendo alcuni vani alla villa, ridisegnando il giardino con nuovi viali, siepi e boschetti, erigendo una torre ottagonale ad uso di cisterna idrica che si richiama nelle forme alla famosa Torre del Marzocco.
Nel 1888 risulta intestata a Ester Cave, vedova Bondi, figlia di un negoziante appartenente alla comunità ebraica di Livorno.
Verso la fine del secolo, la parte settentrionale della tenuta fu trasformata in un ippodromo (oggi noto come Ippodromo Federico Caprilli), mentre la villa passò agli eredi della famiglia Cave Bondi fino al 1925, quando la residenza fu ceduta alla società immobiliare "Letizia" di Milano, presieduta dal senatore Treccani. Pertanto, nel 1934, dopo un periodo di abbandono e degrado, fu trasformata in un collegio estivo.
Dopo alcuni lavori di ristrutturazione da parte del Comune, dal 1970 fino al 2000, è stata la sede della Scuola Media Statale “Leonardo da Vinci”.
Oggi è sede distaccata del corso di "Economia e Legislazione dei Sistemi Logistici" dell'Università di Pisa.

## Descrizione
L'imponente costruzione, nascosta da una folta vegetazione mediterranea, è chiusa da un monumentale cancello all'ingresso meridionale, dominato da un elegante belvedere con loggia, oggi in forte degrado.
La villa si presenta nella facciata con una breve scalinata nello stile toscano tipico dell'epoca, quando con toni minori si cercava di riportare le aree a verde ed i giardini all'aspetto rinascimentale.

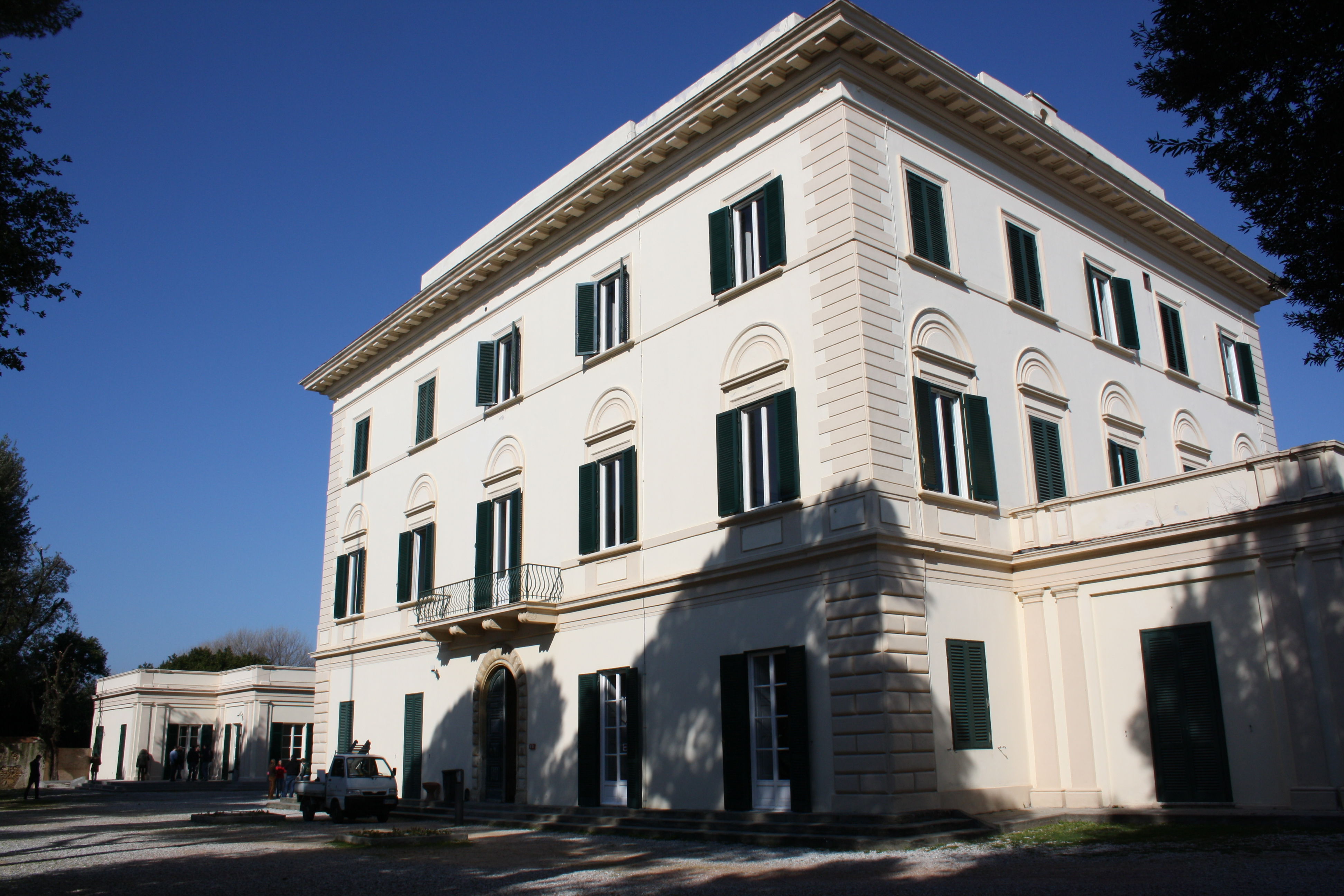
Facciata sud

L'edificio ha una pianta rettangolare affiancata da due piccoli corpi di fabbrica simmetrici. La struttura si innalza per tre piani fuori terra, con un loggiato belvedere alla sommità. 
Il fronte meridionale, rivolto verso il parco, presenta una ordinata successione di aperture ed un balcone centrale al primo piano; la facciata settentrionale riprende lo schema di aperture della precedente, ma l'ingresso, rivolto verso alcuni impianti sportivi, è schermato da un porticato a pianta semicircolare.
Nel parco, di ampie dimensioni, prati, siepi e piante furono disegnati ed impiantati con attenzione per caratterizzare zone, oggi andate perdute, sentimentalmente gradite ai suoi proprietari: il boschetto di Diana, il pergolato di Bacco, il laghetto di Adelchi.
Qui sorgono ancora la torre ottagonale progettata dall'ingegner Padova, la torre quadrata che segna l'ingresso lungo il viale Italia ed infine vari edifici minori, che un tempo ospitavano le scuderie ed altri locali funzionali alla tenuta.